# Gustavo Santaolalla
Gustavo Alfredo Santaolalla (El Palomar, 19 de agosto de 1951) é um músico e compositor argentino vencedor de dois Oscars na categoria de melhor trilha sonora original.

## Discografia
Trabalhos solos
- Santaolalla (1982)
- GAS (1995)
- Ronroco (1998)
- Camino (2014)
- Qhapaq Ñan (2016)

### Filmografia
- She Dances Alone (1981)
- The Insider (1999) - canção: "Iguazu"
- Amores perros (2000)
- 21 Gramas (2003)
- Salinas Grandes (2004) - televisão
- Diários de Motocicleta (2004)
- North Country (2005)
- Brokeback Mountain (2005) - Oscar de Melhor Trilha Sonora
- Fast Food Nation (2006) - canção "Iguazu"
- Babel (2006) - Oscar de Melhor Trilha Sonora
- Linha de Passe (2008)
- I Come With The Rain (2009)
- The Sun Behind the Clouds: Tibet's Struggle for Freedom (2009)
- Nanga Parbat (2010)
- Biutiful (2010)
- Dhobi Ghaat (2010)
- On the Road (2012)
- The Last of Us (2013) - videogame
- August: Osage County (2013)[1]
- The Book of Life (2014)
- Relatos Selvagens (2014)
- Making a Murderer (2015)
- Borrowed Time (2015)
- Before the Flood (2016)
- Narcos: México (2018)
- The Last of Us Part II (2020) - videogame
- El Cid (2020)
- Finch (2021)
- Maya and the Three (2021) - Minissérie da Netflix
- The House (2022) - Filme antológico da Netflix
- The Last of Us (2023) - série de televisão da HBO

## Prêmios e indicações

### Prêmios
- Óscar:
  - 2006: Melhor trilha sonora original – Babel
  - 2005: Melhor trilha sonora original – O Segredo de Brokeback Mountain

- BAFTA:
  - 2006: Prêmio Anthony Asquith – Babel
  - 2004: Prêmio Anthony Asquith – Diários de Motocicleta

- Globos de Ouro:
  - 2005: Melhor canção original – "A Love That Will Never Grow Old" de Brokeback Mountain (dividido com Bernie Taupin)

- Prémio Platino:
  - 2015: Melhor música original - "Relatos Salvajes"

### Indicações
- BAFTA:
  - 2005: Prêmio Anthony Asquith – O Segredo de Brokeback Mountain

- Globos de Ouro:
  - 2006: Melhor trilha sonora original – Babel
  - 2005: Melhor trilha sonora original – O Segredo de Brokeback Mountain

- Grammy Awards:
  - 2007: Melhor álbum de trilha sonora – Brokeback Mountain: Original Soundtrack
  - 2013: Banda sonora do game "The Last Of Us" para o Playstation 3